# Rhagoletis almatensis
Rhagoletis almatensis
 es una especie de insecto del género Rhagoletis de la familia Tephritidae del orden Diptera. Boris Borisovitsch Rohdendorf la describió en el año 1961.